# Encarna Castillová
Encarna Castillo (* 1965 Barcelona) je španělská spisovatelka a editorka.
V roce 1991 vystudovala hispánskou filologii na univerzitě v Barceloně. Je autorkou několika románů, sbírek poezie a knih o architektuře v architektuře, poezii a románech.   

## Život
Od roku 2002 pracuje jako redaktorka v různých nakladatelstvích v Barceloně. Kromě toho je spoluzakladatelkou, redaktorkou a koordinátorkou literární sekce uměleckého časopisu Curator v Barceloně a nezávislou redaktorkou komiksu Salidas de emergencia (2007) Rosy Navarro a Gemy Arquero..
Spolupracovala také jako redaktorka několika kulturních publikacích, jako je El Estado Mental, Lateral, Curator o 13 millones de naves - web zaměřený na komiksy.
V roce 2018 jí UNESCO v rámci programu Síť kreativních měst udělilo stipendium na literární tvorbu v Praze.

## Díla

### Romány
- Cold Turkey (Barcelona, Trampoline, 2013). 194 stran. ISBN 978-84-616-3633-4 [4] [5]
- Venta del Rayo (Madrid, Trampoline Editores, 2017). 198 stránek. ISBN 978-84-946706-0-2 [2] [3] [6]
- La luz en tu ausencia (Carpe Noctem, 2020). 132 stránek. ISBN 978-84-948632-4-0

### Poezie
- Tríptico de la impaciencia (Valencia, La Sirena, 2005). 62 stránek. ISBN 978-84-609-5520-7
- Si las ranas leyeran. Antologie (Barcelona, Abecedaria, 1997)

### Architektura
- Cocinas. Ideas prácticas (Barcelona, Loft Publications, 2005). 330 stran. ISBN 978-8495832443
- Minimalismus DesignSource (New York, HarperCollins Publishers, 2004). 648 stránek. ISBN 978-0060747985
- Mxm Casas maximalistas (Madrid, Kliczkowski Onlybook, 2004). 176 stránek. ISBN 978-8496241053
- Chimeneas (Madrid, Maeva, 2004). 176 stránek. ISBN 978-8495832320
- MXM Maximalist Interiors (New York, HarperCollins Design International, 2002). ISBN 9780060567576
- Interiores maximalistas (Madrid, A. Asppan, 2004). 180 stran ISBN 978-8496137387